# Eugen Robert
Eugen Robert Weiss (Budapest, 1877 – Londra, 1944) è stato un impresario teatrale e regista tedesco.

## Biografia
Fece costruire il Teatro Hebbel a Berlino, che venne inaugurato il 29 gennaio 1908, divenendone il primo direttore. Anche se era riuscito a raccogliere i fondi necessari per la costruzione del teatro, progettato dall'architetto unghere Oskar Kaufmann, fu in grado di mantenerlo solo per un breve periodo di tempo e dovette rinunciarvi già nel 1911. Successivamente fu, fino al 1913, capo della Munich Kammerspiele. Nel 1916 divenne direttore presso il Residenz-Theater di Berlino e nel 1920 assunse la gestione del Theater am Kurfürstendamm da Franz Wenzler.
Data la sua origine ebraica fu costretto ad emigrare in Inghilterra nel 1933.